# Абенов, Шакир
Шакир Абенов (Мухаммедшакхур; 1 марта 1900 — 23 октября 1994) — казахский советский писатель, поэт, акын, фольклорист, композитор. Член Союза писателей СССР (1939).

## Биография
Шакир Абенов родился на территории нынешнего Абайского района Восточно-Казахстанской области по разным данным 1 марта 1900 года, либо 10 января 1901 года. Был близко знаком с С. Сейфуллиным, И. Джансугуровым, Б. Майлиным. Происходит из рода тобыкты племени аргын.
В 1916 году Шакир Абенов опубликовал своё первое стихотворение в журнале «Айкап». С 1936 года публикуется в периодической печати. Его имя стало широко популярным после появления в 1937 году в журнале «Әдебиет және искусство» поэмы «Козы Корпеш — Баян сулу». В этом же году объявлен «врагом народа» и бежал в соседнюю Киргизию. С 1939, вернувшись в Алма-Ату, собирал литературное наследие казахских акынов: Жанака, Сабырбая, Тубека, Дулата, Байкокше. Исполнял песни и кюи. В 1940—41, будучи литературным секретарём Жамбыла, ложно обвинён и заключён в Семипалатинскую тюрьму. В начале Великой Отечественной войны добровольцем ушёл па фронт, получил ранение в Сталинградском сражении, вернулся на родину. В 1945 году подвергся политическим репрессиям и был сослан в Сибирь. В 1955 году освобождён из тюрьмы, в 1961 году полностью реабилитирован. Скончался 23 октября 1994 года.
Шакир Абенов — представитель абаевской литературной школы советского периода. На основе исторических событий XIX века написал поэмы «Кейпін батыр» (1939), «Таңшебер — Жапал» (1962), «Ортақ Арал» (1968), «Қорқыт қобызы», «Пәрмен» (Мощь), «Патша мен байғыз» (Царь и бедняк), «Алданған қыз» (Обманутая девушка), «Ана махаббаты» (Материнская любовь), «Тоқтамыс батыр». Напечатаны сборники жыров «Шыңғыстау» (1980), «Шыңғыстау сазы» (1985), «Дастандар» (Эпосы, 1991). Импровизаторское искусство Абенова проявилось в его вдохновенных выступлениях в айтысах. Его состязание с Т. Амреновым опубликовано в сборнике «Айтыс» (1968, т. 3). Написал свыше 20 песен и кюев: «Алтай аруы» (Алтайская прелестница), «Сары жұлдыз» (Жёлтая звезда) и других. Среди тем, которые он затрагивал в своих произведениях: гражданская война, советизация аулов, установление женского равноправия, коллективизация, борьба с неграмотностью.